# Melina Vissers
Melina Vissers (4 juli 1979) is een Vlaamse popzangeres.

## Biografie
Melina was op jonge leeftijd al te zien in de VTM Soundmix Show van 1993.
Enkele jaren later werd ze lid van het trio Candy. Met 'Kon ik maar even' een cover van Guantanamera stonden ze in 1996 enkele weken in de Ultratop-50.
Ze was te horen op cd's van de originele televisieserie Flikken in Gent met onder meer 'Blue over you' en 'Partners (Just Me and You)'.
Volgens IMDb nam ze deel aan Idool 2004 met 'Sitting on The Dock of the Bay'.
In 2005 komt de film Verlengd weekend uit met haar song 'Starting all over' als achtergrondmuziek bij de brandweerscène.
Melina maakte deel uit van meerdere groepen en treedt regelmatig op met diverse professionele artiesten.

## Groepen
- Candy met Kelly De Bock, Edwige Veermeer en Nathalie Lobué
- Stiletto, leadzangeres van de groep rond de millenniumwisseling met Kristel Rombouts (Urban Trad) en Carla Bouwhuis
- Miss Jagger[8], via Rudolf Hecke van Pop In Wonderland
- SSSTOUT! met Kristel Rombouts en Carla Bouwhuis als backing vocal aan de toetsen

## Media

### Televisie
- 1993 VTM Soundmix Show[9]
- 1996 Tien om te zien - Blankenberge en Studio Manhattan met Candy en 'Kon ik maar even'[10]
- 2004 Idool 2004

### Discografie
| Single met hitnotering(en) in de Vlaamse Ultratop 50 | Datum van verschijnen | Datum van binnenkomst | Hoogste positie | Aantal weken | Opmerkingen                          |
| ---------------------------------------------------- | --------------------- | --------------------- | --------------- | ------------ | ------------------------------------ |
| Eternal Flame                                        | 1993                  | -                     |                 |              | Melina - VTM Soundmix '93            |
| Kon ik maar even                                     | 1996                  | 6 april 1996          | 37              | 6            | Candy                                |
| Bel me (Ooh Wee Ooh)                                 | 1996                  | 13 juli 1996          | 36              | 1            | Candy                                |
| Call me                                              | 1996                  | -                     |                 |              | Candy                                |
| Kom wat dichter                                      | 1996                  | -                     |                 |              | Candy                                |
| Sugar me                                             | 1997                  | -                     |                 |              | Candy                                |
| Blue over you                                        | 2002                  | -                     |                 |              | Melina - filmmuziek Flikken cd nr. 3 |
| Partners (Just Me and You)                           | 2002                  | -                     |                 |              | Melina - filmmuziek Flikken cd nr. 3 |
| Starting all over                                    | 2005                  | -                     |                 |              | Melina - filmmuziek Verlengd weekend |